# Volker Ratzmann

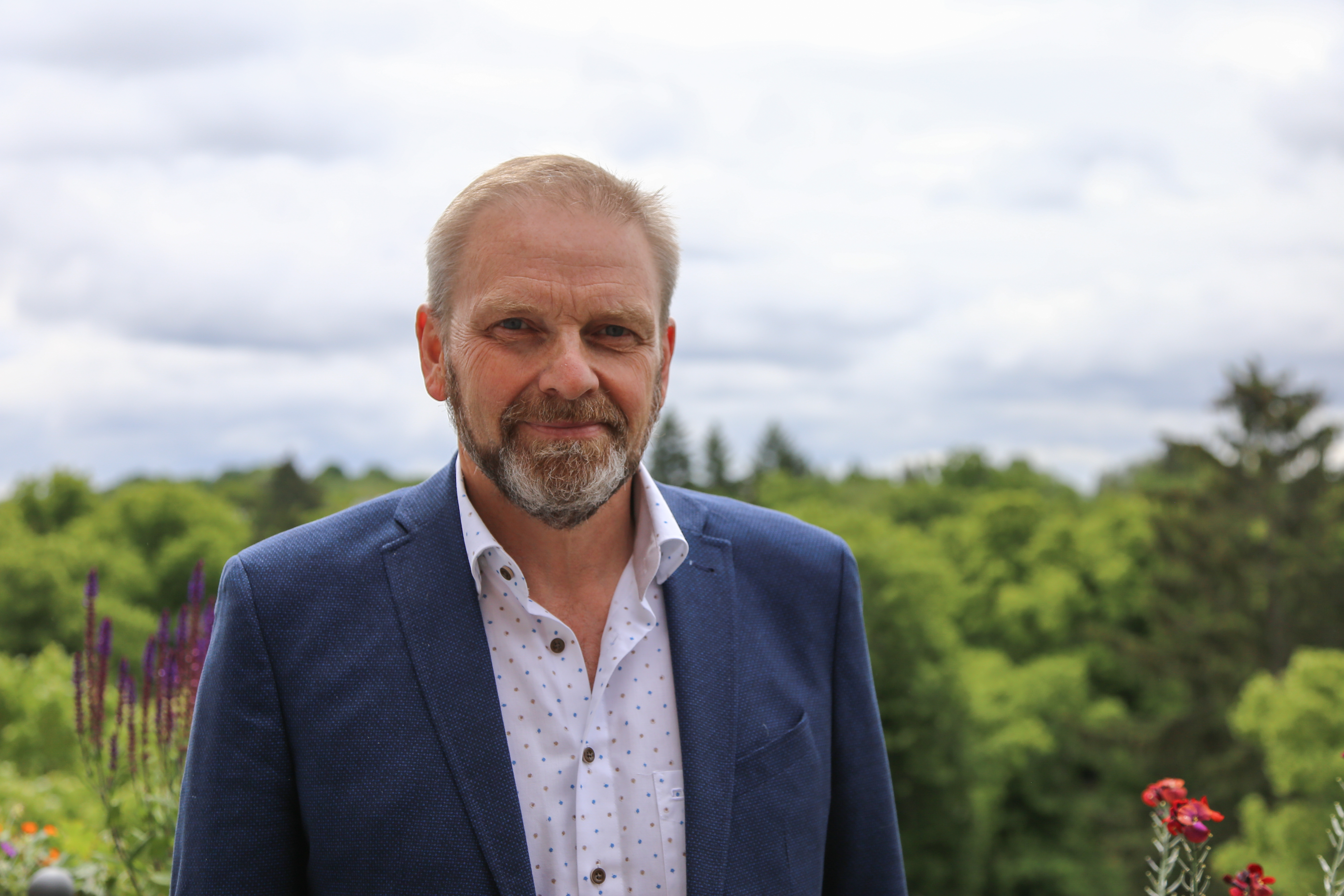
Volker Ratzmann, 2020

Volker Ratzmann (* 23. März 1960 in Helmstedt) ist ein deutscher Lobbyist, ehemaliger Politiker von Bündnis 90/Die Grünen und Rechtsanwalt. Er war Mitglied im Abgeordnetenhaus von Berlin und dort einer der beiden Fraktionsvorsitzenden. 2012 wurde er Dienststellenleiter und Leiter der politischen Abteilung der Landesvertretung von Baden-Württemberg. Von Mai 2016 bis Januar 2020 war er Staatssekretär und Bevollmächtigter des Landes Baden-Württemberg beim Bund. Im Mai 2020 wechselte er als Executive Vice President Corporate Public Affairs zur Deutschen Post / DHL.

## Leben und Beruf
Ratzmann wuchs in Bayern (auf einem Gutshof zwischen Augsburg und Donauwörth) und in Niedersachsen, in einem Dorf bei Gifhorn am Südrand der Lüneburger Heide, auf. 1979 machte er sein Abitur am Otto-Hahn-Gymnasium in Gifhorn und beteiligte sich am Protest gegen das Erkundungsbergwerk Gorleben. Nach dem Zivildienst in Freiburg im Breisgau lebte er ab 1981 in Berlin in Wohngemeinschaften der damaligen Hausbesetzerszene, u. a. mit den Brüdern Udo und Harald Wolf. Nach dem Studium der Rechtswissenschaft und Politikwissenschaft an der Freien Universität Berlin arbeitet er seit 1991 als Rechtsanwalt. Seine fachlichen Schwerpunkte sind die Strafverteidigung und das Arbeitsrecht. Er unterhält eine Anwaltssozietät in Berlin-Wilmersdorf u. a. mit der Bundestagsabgeordneten Renate Künast. Zum 1. Mai 2020 wechselte Ratzmann als Lobbyist zur Deutschen Post. Die Post begründete das damit, dass Ratzmann „bestens qualifiziert ist, um die Interessen des Konzerns auf der nationalen und internationalen politischen Bühne zu vertreten“.
Ratzmann ist mit der ehemaligen Bundestagsabgeordneten Kerstin Andreae verheiratet, sie haben einen Sohn aus Kerstin Andreaes erster Ehe sowie eine gemeinsame Tochter und einen gemeinsamen Sohn.

## Politik
Ratzmann war in den 80er-Jahren Mitglied der Gruppe Internationale Marxisten. 1986 trat er der AL (Alternative Liste für Demokratie und Umweltschutz), später Bündnis 90/Die Grünen bei. Er ist Mitglied des Kreisverbandes Pankow und gilt als Pragmatiker. 2003 wurde er Mitglied im erweiterten Landesvorstand von Bündnis 90/Die Grünen Berlin. Von 2006 bis 2010 war er Sprecher der Bundesarbeitsgemeinschaft „Demokratie und Recht“ von Bündnis 90/Die Grünen. 2008 kündigte Volker Ratzmann seine Kandidatur für den Parteivorsitz der Grünen an. Er wollte gegen seinen Parteikollegen Cem Özdemir antreten, zog dann aber seine Kandidatur zurück. Ausschlaggebend für den Verzicht war die bevorstehende Geburt seines ersten Kindes. Stattdessen wurde er Mitglied im Bundesparteirat von Bündnis 90/Die Grünen.
2001 wurde Ratzmann Abgeordneter im Berliner Abgeordnetenhaus und 2003 zum Vorsitzenden der Fraktion von Bündnis 90/Die Grünen gewählt. Bei den Wahlen im Jahr 2006 erlangte er eines der beiden ersten Direktmandate im Osten Berlins. 2011 konnte er das Direktmandat im Wahlkreis Pankow 8 verteidigen, jedoch wurde er für den enttäuschenden Ausgang der Abgeordnetenhauswahl mitverantwortlich gemacht. Nur knapp schaffte Ratzmann die Wiederwahl zum Fraktionsvorsitzenden, trat aber wegen des eskalierenden Flügelstreits zwischen Linken und Realos drei Wochen später zurück und legte 2012 auch sein Abgeordnetenmandat nieder.
Er übernahm die Position des bundespolitischen Koordinators der baden-württembergischen Landesvertretung in Berlin. Ein halbes Jahr später wurde er Leiter der politischen Abteilung. Im Mai 2016 wurde er Staatssekretär und Bevollmächtigter des Landes Baden-Württemberg beim Bund und blieb dies bis Januar 2020. Ihm folgte Andre Baumann nach.
Seit April 2023 ist er zudem Mitglied im Vorstand der Wirtschaftsvereinigung der Grünen e. V.